# Sante Prunati
Sante Prunati (Verona, bautizado en 22 de septiembre de 1652 - Verona, 27 de noviembre de 1728), pintor italiano activo durante el Barroco en su ciudad natal.

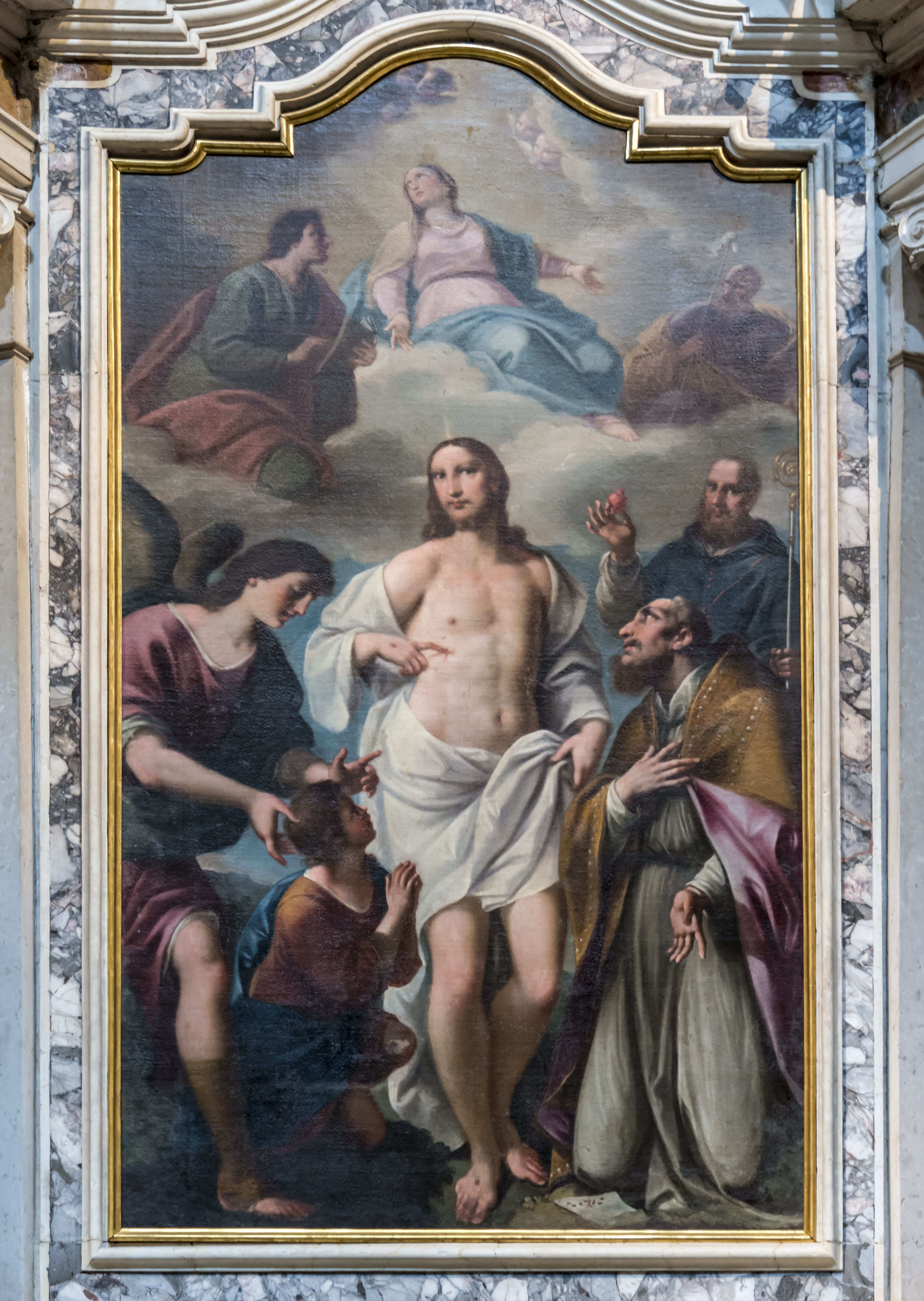
Redentor entre Tobías y el Ángel y los Santos Liborio y Francisco de Sales - Catedral de Verona

## Biografía

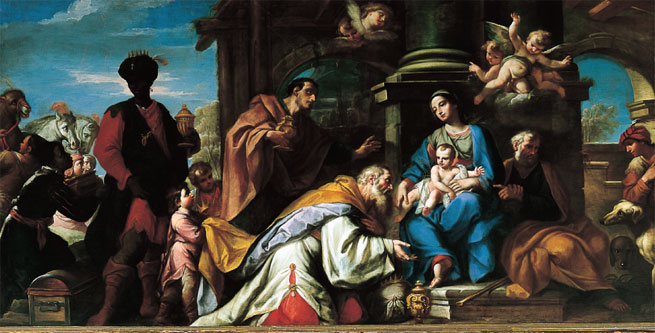
Adoración de los Reyes Magos

Se formó en el taller de algunos maestros locales, como un tal Voltolino y posteriormente en el de Biagio Falcieri. A los 19 años viajó a Vicenza para realizar la decoración del coro de San Jacopo y otros trabajos en iglesias de dicha ciudad. Después marchó a Venecia, donde ingresó en el taller de Johann Carl Loth.
Trabajó en Bolonia, donde realizó algunas obras para diversas iglesias. En Turín decoró el Palacio del Marqués de Pianezza. También visitó Bérgamo, donde ejecutó diversos encargos.
Prunati ocupó un destacado lugar en el gremio de pintores veroneses de su tiempo, en un momento en que la escuela veronesa estaba en franca decadencia. Junto a él se formaron diversos artistas como Antonio Mela, Felice Torelli, Giambettino Cignaroli, Giovanni Battista Rubini o Felice Cappelletti. Su hijo Michelangelo Prunati también fue pintor.

## Obras destacadas
- Ultima Cena (Museo de Castellvecchio, Verona)
- San Antonio y el Niño Jesús (Santi Felice e Fortunato, Vicenza)
- Adoración de los Reyes Magos (Museo della Basilica, Gandino)
- Santo Domingo y Santa Ursula (San Domenico, Verona)
- Sagrada Familia con San Juanito y Santa Ana con el donante Dal Pozzo (San Lorenzo, Verona)
- Las Almas del Purgatorio (1704, Santa Maria Maggiore, Racconigi)